# Illegal Business?
Albums de Mac Mall
Untouchable
(1996)
Illegal Business? est le premier album studio de Mac Mall, sorti le 12 juillet 1993.
Il s'est classé 40e au Heatseekers et 71e au Top R&B/Hip-Hop Albums.
Le magazine Spin l'a rangé à la 27e place de sa liste des  « 50 meilleurs albums de rap de 1993 ».

## Liste des titres
Tous les titres sont produits par Khayree, à l'exception de $$ on da Dank, produit par Brotha Luv.
| No  | Titre                                    | Contient un (des) sample(s) de | Durée |
| --- | ---------------------------------------- | --- | ----- |
| 1.  | Crest Side Playah                        | Impeach the President des Honey Drippers | 2:06  |
| 2.  | Sic Wit Tis                              | You're a Customer d'EPMD | 4:40  |
| 3.  | It's All Good                            | | 4:45  |
| 4.  | I Gots 2 Have It                         | B Side Wins Again de Public Enemy | 4:44  |
| 5.  | Cold Sweat                               | Richard Pryor Dialogue de Richard Pryor Good Old Music de Funkadelic                                                                                   | 4:55  |
| 6.  | Nathan But Game                          | | 4:44  |
| 7.  | Versatile                                | Papa Was Too de Joe Tex | 4:19  |
| 8.  | Crack da 40                              | She's Always in My Hair de Prince | 5:10  |
| 9.  | Da Bank Heist                            | Easin' In d'Edwin Starr | 4:43  |
| 10. | Don't Wanne See Me                       | Aqua Boogie (A Psychoalphadiscobetabioaquadoloop) de Parliament Easin' In d'Edwin Starr Girls des Beastie Boys                                         | 5:06  |
| 11. | Young N da Game                          | Love's Gonna Get'cha (Material Love) des Boogie Down Productions Sosa's Problem (Extrait du film Scarface) No Wife, No Kids (Extrait du film Scarface) | 4:50  |
| 12. | $$ on da Dank                            | God Make Me Funky des Headhunters featuring The Pointer Sisters                                                                                        | 4:37  |
| 13. | My Opinion                               | My Opinion de Mad Professor et Pato Banton | 4:04  |
| 14. | Illegal Business?                        | Illegal Business des Boogie Down Productions The Ex Presidents (Extrait du film Point Break)                                                           | 5:39  |
| 15. | Ghetto Theme (featuring Eboni Foster)    | | 5:15  |
| 16. | Pimp Shit (featuring Mac Dre et Ray Luv) | Give Up the Funk (Tear the Roof Off the Sucker) de Parliament                                                                                          | 5:08  |